# Rudi Dutschke
 Rudi Dutschke (Schönefeld, Nuthe-Urstromtal, 1940. március 7. – Aarhus, 1979. december 24.) nyugatnémet baloldali diákvezér volt. 1968-ban merényletet követtek el ellene, de túlélte.

## Az NDK-ban
Kelet-Németországban nőtt fel, apja postai alkalmazott volt. Mivel érdeklődött a keresztényszocializmus iránt, belépett a német evangélikus egyház ifjúsági szervezetébe. 1956-ban csatlakozott a szocialista Szabad Német Ifjúsághoz, és tízpróbázni kezdett. Az 1956-os magyar forradalom és szabadságharc hatására érdeklődni kezdett a demokratikus szocializmus iránt, ami ellenkezett a hatalmon lévő Szocialista Egységpárt hivatalos irányvonalával. Mivel nem volt hajlandó bevonulni, lehetetlenné tették egyetemi beiratkozását. 1961 augusztusában, a berlini fal építése előtt Nyugat-Berlinbe menekült.

## Diákvezérként

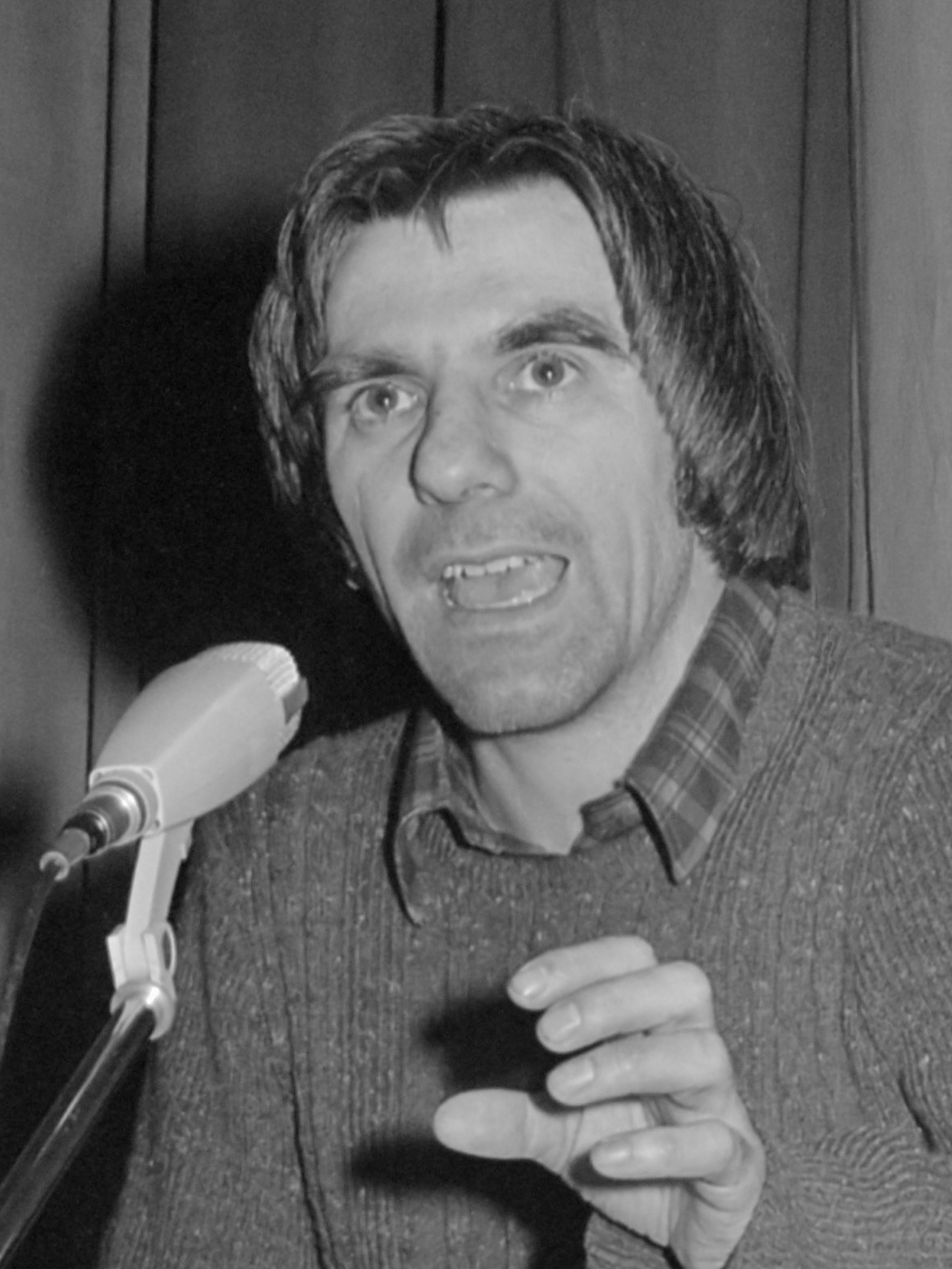
1976-os kép Dutschkéról

Beiratkozott a berlini Szabadegyetemre, és szociológiát, néprajzot, filozófiát és történelmet tanult. Megismerkedett az egzisztencialista szerzők, Martin Heidegger és Jean-Paul Sartre munkáival, tanulmányozta a marxizmust és a munkásmozgalmat. 1965-ben csatlakozott a baloldali diákszervezethez (Sozialistischer Deutscher Studentenbund), amely a diákmozgalmak központi csoportosulása volt, és számos demonstrációt szervezett a vietnámi háború elleni tiltakozásul. 1966-ban elvette az amerikai Gretchen Klotzot, és három gyerekük született, az utolsó (Rudi-Marek Dutschke) 1980-ban, a diákvezér halála után. Első két gyereke a Hosea Che és a Polly Nicole nevet kapta.
Rosa Luxemburg és a Marx-kritikák, valamint az egyetemen megismert harmadik világbeli diákok hatására úgy vélte, hogy a nyugat-európai társadalmak demokratizálásának együtt kell haladnia a harmadik világ felszabadításával és a közép- és kelet-európai kommunista országok demokratizálásával. Szocialista eszméinek erős keresztény gyökerei voltak, Jézus Krisztust a „legnagyobb forradalmárnak” nevezte. 1967-ben a Benno Ohnesorg-gyilkosság nyomán a baloldali diákok egy része szélsőségesen radikális lett, és megalakult a Vörös Hadsereg Frakció, amely erőszakkal válaszolt az erőszakra. Dutschke elutasította ezt az irányt, azt vallotta, hogy az intézményeket kell radikálisan megváltoztatni. „Hosszú menetelés az intézményeken át”, hangoztatta.

## Merénylet
1968. április 11-én Josef Bachmann, egy fiatal antikommunista az utcán fejbe lőtte Rudi Dutschkét. A diákvezér túlélte a támadást, majd családjával az Egyesült Királyságba költözött. Sebesülése miatt újra kellett tanulnia beszélni. 1969-ben Dutschke és Bachmann levelezni kezdett. Bachmann 1970-ben öngyilkosságot követett el a börtönben. Dutschke folytatta tanulmányait Cambridge-ben, de 1971-ben a konzervatív kormányzat kiutasította őt és családját az országból. A dániai Aarhusba költöztek. Az 1970-es évek közepén ismét aktivizálódott, részt vett a német nukleáris létesítmények elleni demonstrációkban, valamint együtt dolgozott a közép- és kelet-európai másként gondolkodókkal, köztük Adam Michnikkel. 1979. december 24-én, a merénylet következményeként, epilepsziás rohama volt, és belefulladt a fürdőkádba. 2008-ban utcát neveztek el róla Berlinben.

## Fordítás
- Ez a szócikk részben vagy egészben  a   Rudi Dutschke című angol Wikipédia-szócikk ezen változatának fordításán alapul.  Az eredeti cikk szerkesztőit annak laptörténete sorolja fel. Ez a jelzés csupán a megfogalmazás eredetét és a szerzői jogokat jelzi, nem szolgál a cikkben szereplő információk forrásmegjelöléseként.